# Dominguito (Willemstad)
Dominguito – dzielnica (wijk) miasta Willemstad oraz osada (buurt) w dystrykcie Willemstad, w kraju autonomicznym Curaçao, należącym do Holandii, w Ameryce Południowej. 20 października 2023 r. liczyła 3402 mieszkańców.  

## Osady
W skład dzielnicy wchodzi sześć osad (buurt):
| Lp. | Nazwa      | Powierzchnia km² | Liczba mieszkańców |
| --- | ---------- | ---------------- | ------------------ |
| 1.  | Ben Hoyer  | 0,04             | 225                |
| 2.  | Bottelier  | 0,91             | 872                |
| 3.  | Dominguito | 0,44             | 1298               |
| 4.  | Jonisberg  | 0,12             | 431                |
| 5.  | Rozenburg  | 0,06             | 76                 |
| 6.  | Zuurzak    | 0,73             | 521                |